# 벨리키우스튜크

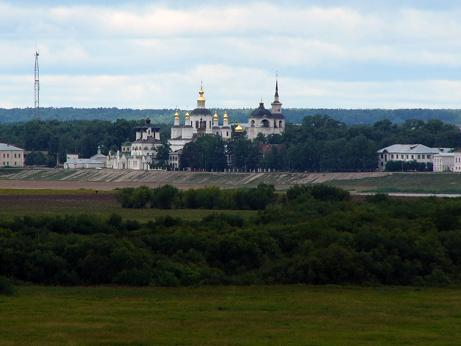
벨리키우스튜크

벨리키우스튜크(러시아어: Великий У́стюг, 문화어: 웰리끼-우스쮸그)는 볼로그다주 벨리코우스튝스키군의 중심지이다. 수호나강과 유크강, 북드비나강이 합류하는 지점에 위치해 있다. 볼로그다에서 북동쪽으로 623 km 정도 떨어져 있다. 인구는 3만 3,419명(2002년)이다.
역사적으로는 오래된 도시로, 1212년의 연대기에는 벨리키우스튜크의 언급이 있었다. 중요한 교역로가 교차하는 장소로, 16세기부터 17세기까지는 상업의 중심지였지만, 러시아의 교역 중심지가 발트해로 옮겨지면서 쇠퇴했다.
조선업이 발달해 있고, 은세공으로 유명하다.
이 도시의 유명한 사람은 17~18세기의 탐험가 세묜 데즈뇨프, 예로페이 하바로프, 블라디미르 아틀라소프, 바실리 실로프, 미하일 불다코프가 있다. 크리스마스때에는 많은 관광객들이 이 도시를 방문한다.